# Gouvernement Michal
République d'Estonie
K. Kallas III 
Le gouvernement Michal (en estonien : Kristen Michali valitsus) est le gouvernement de la république d'Estonie depuis le 23 juillet 2024, sous la XVe législature du Riigikogu.
Il est formé par Kristen Michal à la démission de Kaja Kallas. Il repose sur une coalition identique avec deux autres partis, Estonie 200 et le Parti social-démocrate. Il succède au gouvernement Kaja Kallas III.
Le gouvernement est remanié en mars 2025, à la suite de l'exclusion du Parti social-démocrate.

## Historique du mandat
Ce gouvernement est dirigé par le nouveau Premier ministre libéral, Kristen Michal, précédemment ministre du Climat et de l'Environnement. Il est constitué et soutenu par une coalition entre trois partis : le Parti de la réforme d'Estonie (ERE), Estonie 200 (E200) et le Parti social-démocrate (SDE). Ensemble, ils disposent de 60 députés sur 101, soit 59,4 % des sièges du Riigikogu.
Il est formé à la suite des élections législatives du 5 mars 2023 et succède donc au gouvernement Kaja Kallas III, constitué et soutenu par une coalition identique.

### Formation
Kristen Michal est désigné nouveau Premier ministre par le Parti de la réforme le 15 juillet 2024 pour remplacer Kaja Kallas, démissionnaire après sa nomination par le Conseil européen comme nouvelle haute représentante de l'Union pour les affaires étrangères et la politique de sécurité, à la suite des élections européennes de juin 2024. Le lendemain 16 juillet, il est officiellement chargé de former le nouveau gouvernement par le président Alar Karis.
La candidature de Michal est approuvée par le Parlement le 22 juillet, avant l'entrée en fonction du nouveau gouvernement après son approbation par le président de la République.

### Exclusion du Parti social-démocrate
Le 10 mars 2025, Kristen Michal annonce un remaniement du gouvernement et exclu les sociaux-démocrates de la coalition. Michal demande au président de destituer les ministres du parti le 11 mars. Il déclare que la coalition restante a l'intention de se déplacer vers la droite et d'abandonner plusieurs hausses d'impôts et augmentations de salaires.
Parmi les nouveaux ministres, Igor Taro remplace Lauri Läänemets au poste de ministre de l'Intérieur, Andres Sutt remplace Yoko Alender à celui de l'Environnement et de l'Énergie, Kuldar Leis remplacé Vladimir Svet aux Infrastructures et Hendrik Johannes Terras remplace Piret Hartman aux Affaires régionales. Karmen Joller devient ministre des Affaires sociales, remplaçant et combinant les portefeuilles de la ministre de la Santé Riina Sikkut et de la ministre de la Protection sociale Signe Riisalo. Les nouveaux membres du gouvernement prêtent serment le 25 mars.

## Composition

### Initiale (23 juillet 2024)
- Par rapport au gouvernement Kaja Kallas III, les nouveaux ministres sont indiqués en gras, ceux ayant changé d'attribution le sont en italique.

| Portefeuille                                         | Nom | Nom | Nom                                   | Parti |
| ---------------------------------------------------- | --- | --- | ------------------------------------- | ----- |
| Premier ministre                                     |     |     | Kristen Michal                        | ERE   |
| Ministre de l'Éducation et de la Recherche           |     |     | Kristina Kallas                       | E200  |
| Ministre de la Justice et du Numérique               |     |     | Liisa-Ly Pakosta                      | E200  |
| Ministre de la Défense                               |     |     | Hanno Pevkur                          | ERE   |
| Ministre du Climat et de l'Environnement             |     |     | Yoko Alender                          | ERE   |
| Ministre des Infrastructures                         |     |     | Vladimir Svet (jusqu'au 10/03/2025)   | SDE   |
| Ministre des Infrastructures                         |     |     | Jürgen Ligi (intérim)                 | ERE   |
| Ministre de la Culture                               |     |     | Heidy Purga                           | ERE   |
| Ministre des Affaires régionales et de l’Agriculture |     |     | Piret Hartman (jusqu'au 10/03/2025)   | SDE   |
| Ministre des Affaires régionales et de l’Agriculture |     |     | Yoko Alender (intérim)                | ERE   |
| Ministre des Affaires économiques et de l'Industrie  |     |     | Erkki Keldo                           | ERE   |
| Ministre des Finances                                |     |     | Jürgen Ligi                           | ERE   |
| Ministre de l'Intérieur                              |     |     | Lauri Läänemets (jusqu'au 10/03/2025) | SDE   |
| Ministre de l'Intérieur                              |     |     | Hanno Pevkur (intérim)                | ERE   |
| Ministre de la Santé                                 |     |     | Riina Sikkut (jusqu'au 10/03/2025)    | SDE   |
| Ministre de la Santé                                 |     |     | Signe Riisalo (intérim)               | ERE   |
| Ministre de la Protection sociale                    |     |     | Signe Riisalo                         | ERE   |
| Ministre des Affaires étrangères                     |     |     | Margus Tsahkna                        | E200  |

### Remaniement du 25 mars 2025
- Les nouveaux ministres sont indiqués en gras, ceux ayant changé d'attributions en italique.

| Portefeuille                                         | Nom | Nom | Nom                     | Parti |
| ---------------------------------------------------- | --- | --- | ----------------------- | ----- |
| Premier ministre                                     |     |     | Kristen Michal          | ERE   |
| Ministre de l'Éducation et de la Recherche           |     |     | Kristina Kallas         | E200  |
| Ministre de la Justice et du Numérique               |     |     | Liisa-Ly Pakosta        | E200  |
| Ministre de la Défense                               |     |     | Hanno Pevkur            | ERE   |
| Ministre de l'Environnement et de l'Énergie          |     |     | Andres Sutt             | ERE   |
| Ministre des Infrastructures                         |     |     | Kuldar Leis             | ERE   |
| Ministre de la Culture                               |     |     | Heidy Purga             | ERE   |
| Ministre des Affaires régionales et de l’Agriculture |     |     | Hendrik Johannes Terras | E200  |
| Ministre des Affaires économiques et de l'Industrie  |     |     | Erkki Keldo             | ERE   |
| Ministre des Finances                                |     |     | Jürgen Ligi             | ERE   |
| Ministre de l'Intérieur                              |     |     | Igor Taro               | E200  |
| Ministre des Affaires sociales                       |     |     | Karmen Joller           | ERE   |
| Ministre des Affaires étrangères                     |     |     | Margus Tsahkna          | E200  |